# دوروتی هاجکین
دوروتی مری هاجکین (به انگلیسی: Dorothy Mary Hodgkin) ‏ (۱۲ مه ۱۹۱۰–۲۹ ژوئیه ۱۹۹۴) دانشمند شیمی‌دان انگلیسی بود که به دلیل کارهایش بر پدیده پراش پرتو ایکس نامدار گشت.

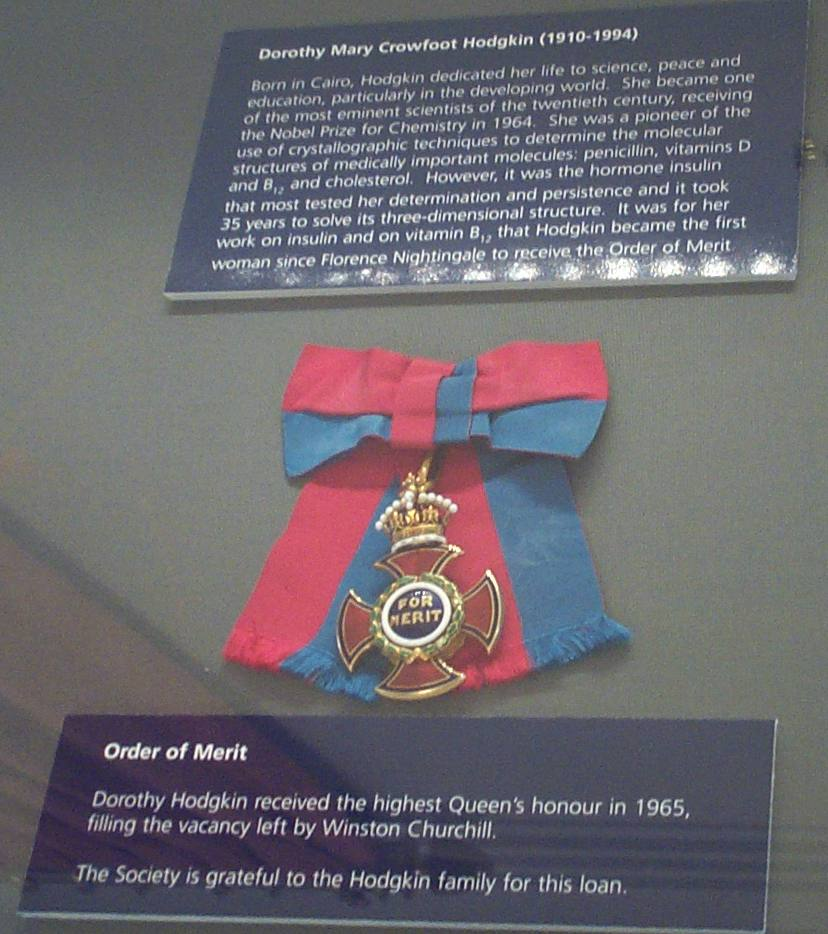

او روش عکس‌برداری پراش پرتو ایکس را ارتقا داد؛ روشی که برای تعیین ساختار سه‌بعدی مولکول‌های زیستی به کار می‌رود. از کارهای شاخص او می‌توان به تصدیق ساختار مولکولی پنی‌سیلین، که پیشتر توسط ارنست بوریس چین پیشنهاد شده بود، و نیز تعیین ساختار مولکولی ویتامین ب۱۲ اشاره کرد؛ کاری که برای انجامش جایزه نوبل شیمی سال ۱۹۶۴ میلادی را از آن خود کرد.
پنج سال پس از بردن جایزه نوبل و پس از ۳۵ سال کار، هاجکین در سال ۱۹۶۹ توانست ساختار سه‌بعدی مولکول انسولین را کشف کند. روش پراش پرتو ایکس بسیار پرکاربرد شد و در آینده ابزار اصلی تشخیص ساختار بسیاری از مولکول‌های زیستی از جمله دی‌ان‌ای، که دانستن ساختار مولکول نقش بسیار مهمی در پی‌بردن به کارکرد آن دارد، گشت. از هاجکین به عنوان یکی از پیشروان پژوهش بر زیست‌مولکولها به وسیله عکس‌برداری پراش پرتو ایکس نام برده می‌شود.